# 1-419
1-419 — серия жилых домов в СССР. Является блочным аналогом серии 1-418. Дома серии 1-419 строились в период с 1955 по 1960 годы в Новосибирской, Иркутской, Свердловской областях, в Красноярском крае и некоторых других регионах СССР. Существовали проекты 1-419-1—7.

## Характеристика
Дома «переходной» архитектуры — от типичных «сталинок» к «хрущёвкам», близки к т. н. «ободранным сталинкам». Этажность — 4—5, подъездов — от 2 и более. Квартиры 1—3-комнатные, полнометражные, без проходных комнат и c раздельными санузлами. Материал стен — легкобетонные блоки, перекрытия — железобетонные, несущие стены — продольные. Высота потолков в квартирах — 3 метра. Характерная особенность домов этой серии — трёхстворчатые окна, а так же пара близко расположенных двухстворчатых окон в одной из комнат.

## Проекты
| Проект  | Этажность | Жилая площадь, м² | Кубатура, м³ | Кол-во квартир |
| ------- | --------- | ----------------- | ------------ | -------------- |
| 1-419-1 | 5         | 1714.6            | 14116.4      | 40             |
| 1-419-2 | —         | 2098.6            | 17668.2      | 60             |
| 1-419-3 | —         | 1043.9            | 8904.4       | 30             |
| 1-419-4 | —         | 2322.4            | 19646.6      | 60             |
| 1-419-5 | 4         | 1371.7            | 11744.7      | 32             |
| 1-419-6 | —         | 1678.9            | 14649.5      | 48             |
| 1-419-7 | —         | 835.12            | 7331.44      | 24             |

## Галерея
- Дом на Морском проспекте в Новосибирском академгородке
- Там же